# Ронкалья, Факундо
Факундо Себастьян Ронкалья (исп. Facundo Sebastián Roncaglia; 10 февраля 1987, Чахари, Аргентина) — аргентинский футболист, защитник клуба «Бока Хуниорс». Выступал в национальной сборной Аргентины.

## Биография
Ронкалья начал свою профессиональную карьеру в клубе «Бока Хуниорс», за который дебютировал 21 октября 2007 года в выездном матче против «Эстудиантеса». Также он помог клубу из Буэнос-Айреса выиграть Апертуру 2008.
27 июля 2009 было достигнуто соглашение о годичной аренде аргентинского защитника в «Эспаньол», в который тогда же пришли в качестве тренера его соотечественник Маурисио Почеттино и бывший одноклубник по «Боке» уругваец Хуан Форлин. В конце сезона он вернулся в стан «Боки», но потом снова отправился в аренду, на этот раз в «Эстудиантес».
Покинул «Боку» Факундо в июле 2012 на правах свободного агента, а уже через некоторое время он перебрался в Италию, а именно в клуб «Фиорентина».
12 июля 2016 года Ронкалья покинул «фиалок» на правах свободного агента, перейдя в клуб «Сельта».

## Достижения
«Бока Хуниорс»
- Чемпион Аргентины: Ап. 2008, Ап. 2011
- Кубок Аргентины: 2011/12

 «Эстудиантес»
- Аргентинская Примера: Ап. 2010

 «Валенсия»
- Обладатель Кубка Испании: 2018/19